# Alpenus wichgrafi
Alpenus wichgrafi är en fjärilsart som beskrevs av Watson 1988. Alpenus wichgrafi ingår i släktet Alpenus och familjen björnspinnare. Inga underarter finns listade i Catalogue of Life.